# Gams
Gams é uma comuna da Suíça, no Cantão São Galo, com cerca de 3.014 habitantes. Estende-se por uma área de 22,28 km², de densidade populacional de 135 hab/km². Confina com as seguintes comunas: Buchs, Grabs, Sennwald, Wildhaus.
A língua oficial nesta comuna é o Alemão.